# Беккер, Отто
Отто Беккер (нем. Otto Becker; 1828—1890) — немецкий офтальмолог, переводчик и педагог.

## Биография
Отто Беккер родился 1 мая 1828 года в городе Ратцебурге в земле Шлезвиг-Гольштейн; был одним из девяти детей  проректора, а затем и последнего ректора Ратцебургской соборной школы Ульриха Юстуса Германа Беккера и его жены Матильды (урожденной Хуфеланд), дочери немецкого юриста Готлиба Хуфеланда. 

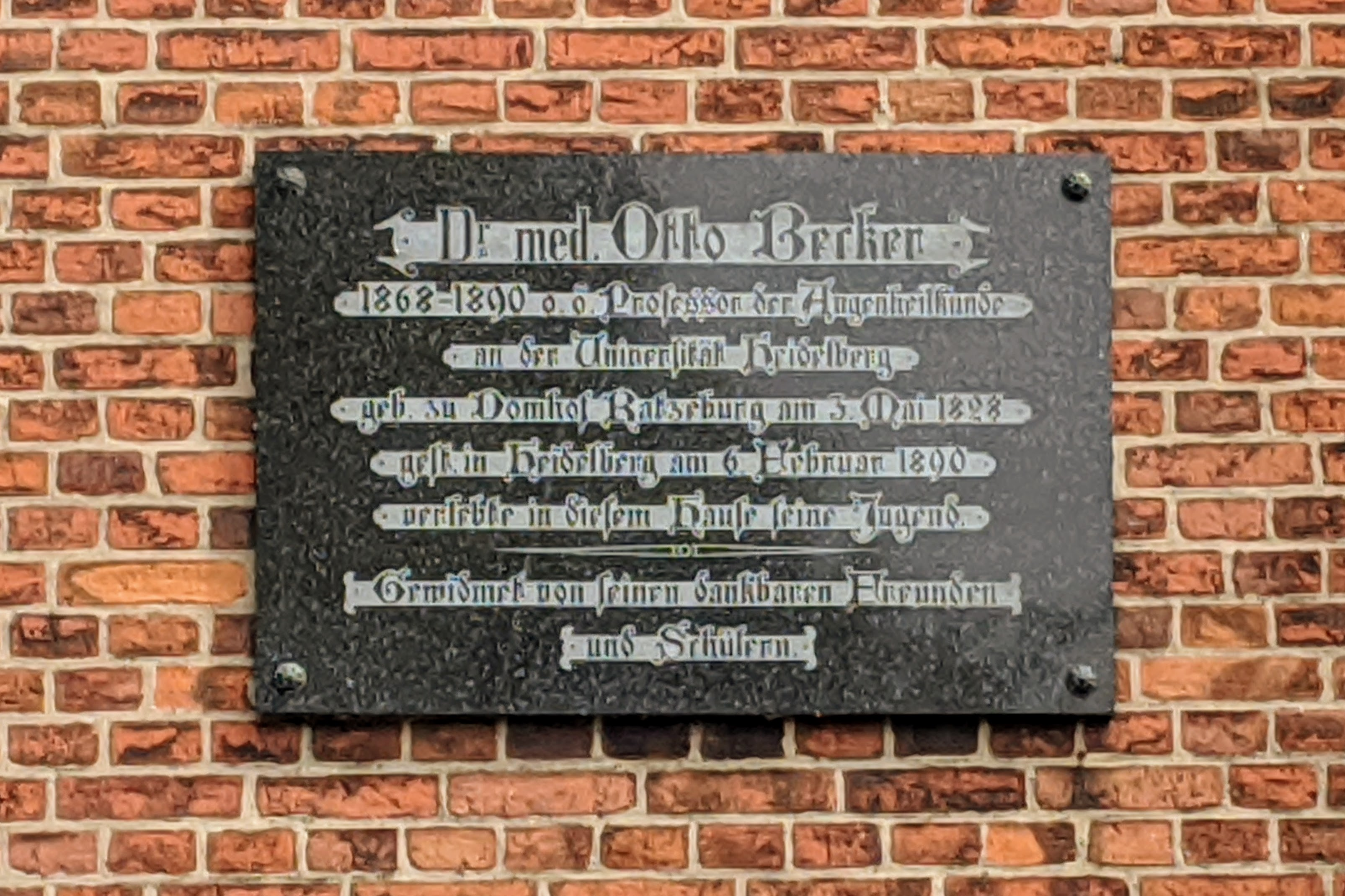
Мемориальная доска на доме родителей Беккера

После посещения кафедральной школы родного города, Беккер изучал теологию и филологию в Университете Эрлангена в 1847 году, математику и естественные науки в Берлине в 1848–1851 гг., затем отправился в Вену в качестве придворного магистра, где изучал медицину в Венском университете в 1854–1959 гг. Среди его наставников был ведущий немецкий хирург и офтальмолог Карл-Фердинанд фон Грефе. По окончании университетского курса был клиническим ассистентом Карла Фердинанда фон Арльта. 
2 февраля 1864 года в Вене О. Беккер женился на австрийке Хелене Фигдор (1840-1890), дочери венского купца Фердинанд Фигдора (1805–1876), сестре банкира Альберта Фигдора (1843-1927), которая приходилась племянницей скрипачу Йозефу Иоахиму.
В 1868 году был приглашен в Гейдельбергский университет ординарным профессором глазных болезней и директором университетской глазной клиники. Среди его учеников были в частности: Хосе Рисаль и Герман Бенделл.
Без отрыва от работы в клинике и преподавательской деятельности, Беккер внёс заметный вклад в развитие медицины своими научными трудами, которые были опубликованы в ряде профильных печатных изданий или изданы отдельно. В 1866 году им также был переведён на немецкий язык научный труд французского врача-офтальмолога Франца Корнелиуса Дондерса под заглавием: «Anomalien der Accommodation und Refraction des Auges».
Отто Беккер скончался 7 февраля 1890 года в городе Гейдельберге.